# 민물가마우지
민물가마우지(학명 : Phalacrocorax carbo)는 바닷새의 가마우지과에 속하는 조류이다. 속명인 "Phalacrocorax"는 대머리를 뜻하는 라틴어화된 그리스어 단어인 팔라크로스(φαλακρός)와 큰까마귀를 뜻하는 코락스(κόραξ)가 합쳐져서 만들어졌으며, 종명인 "carbo"는 숯이란 뜻이다. 구세계 대부분과 북아메리카 대서양에 서식한다.

## 사진

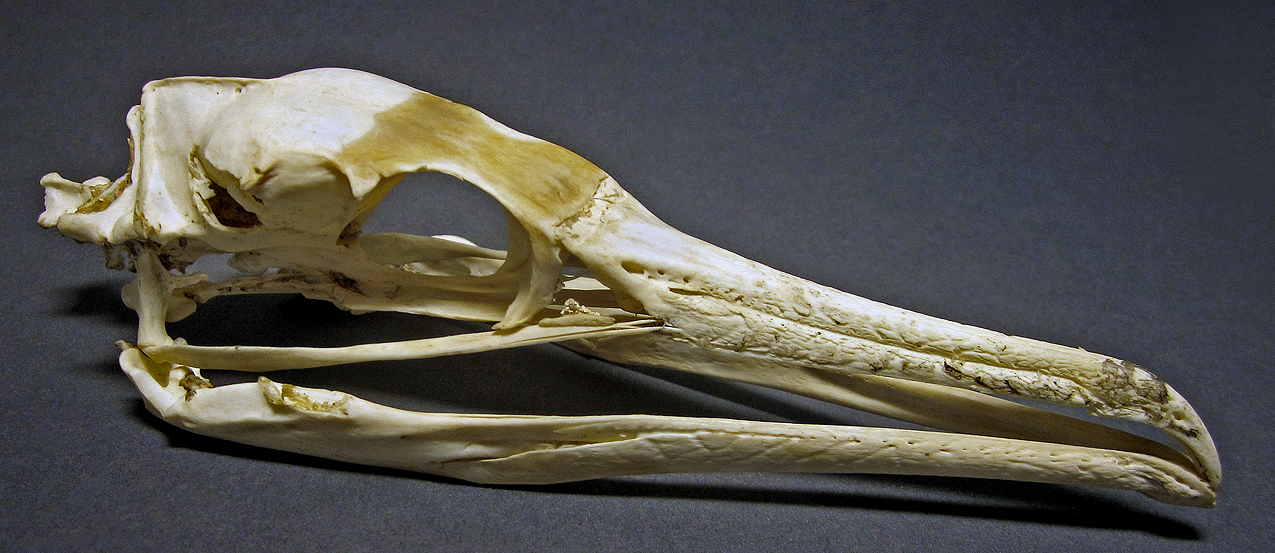
두개골
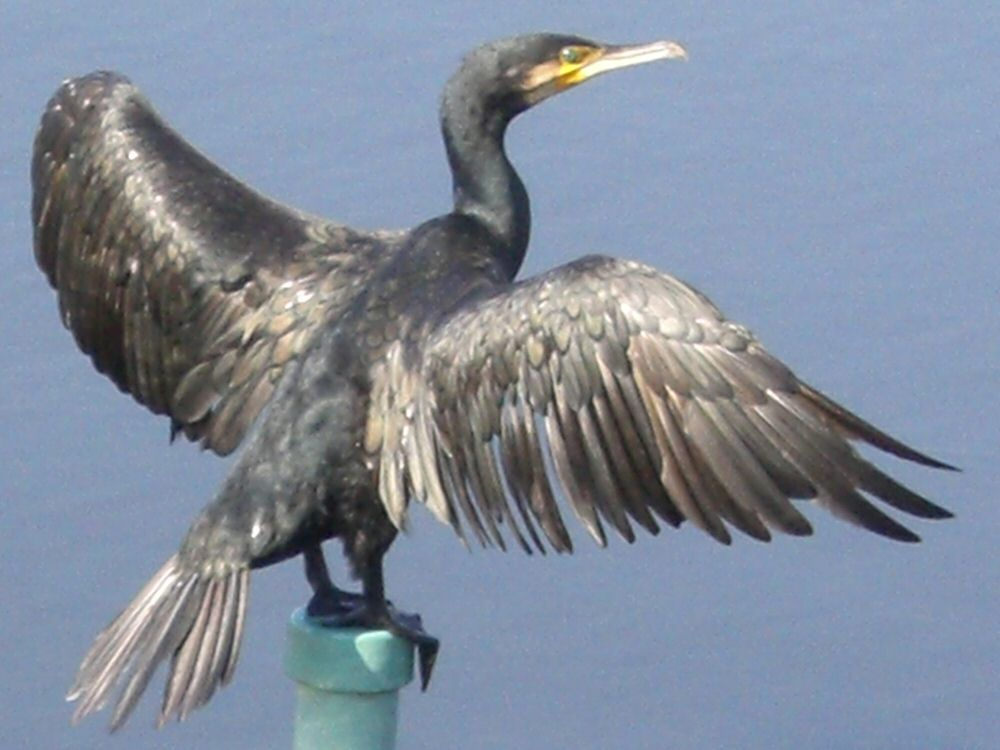
물고기를 낚은 뒤 말리고 있는 모습
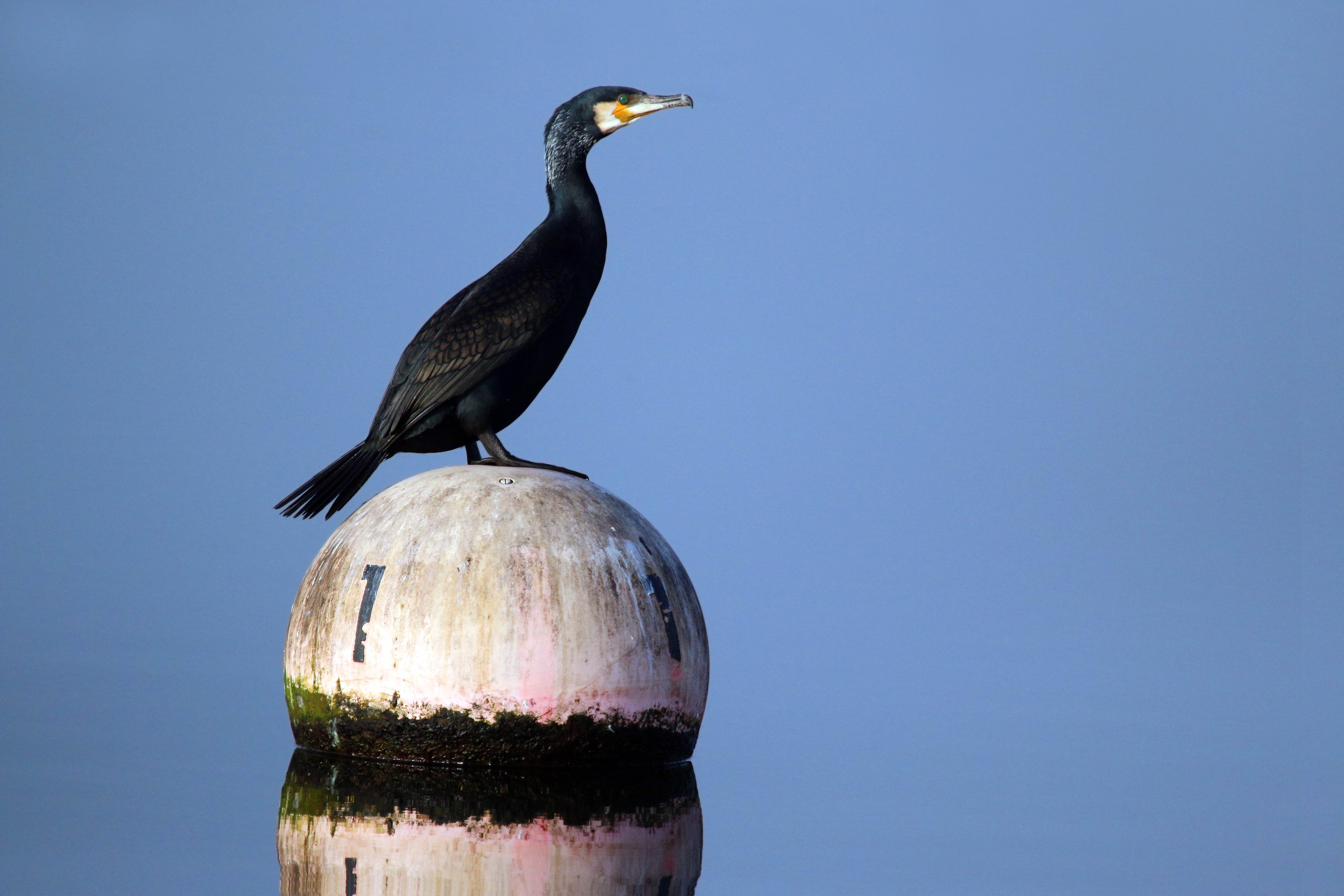
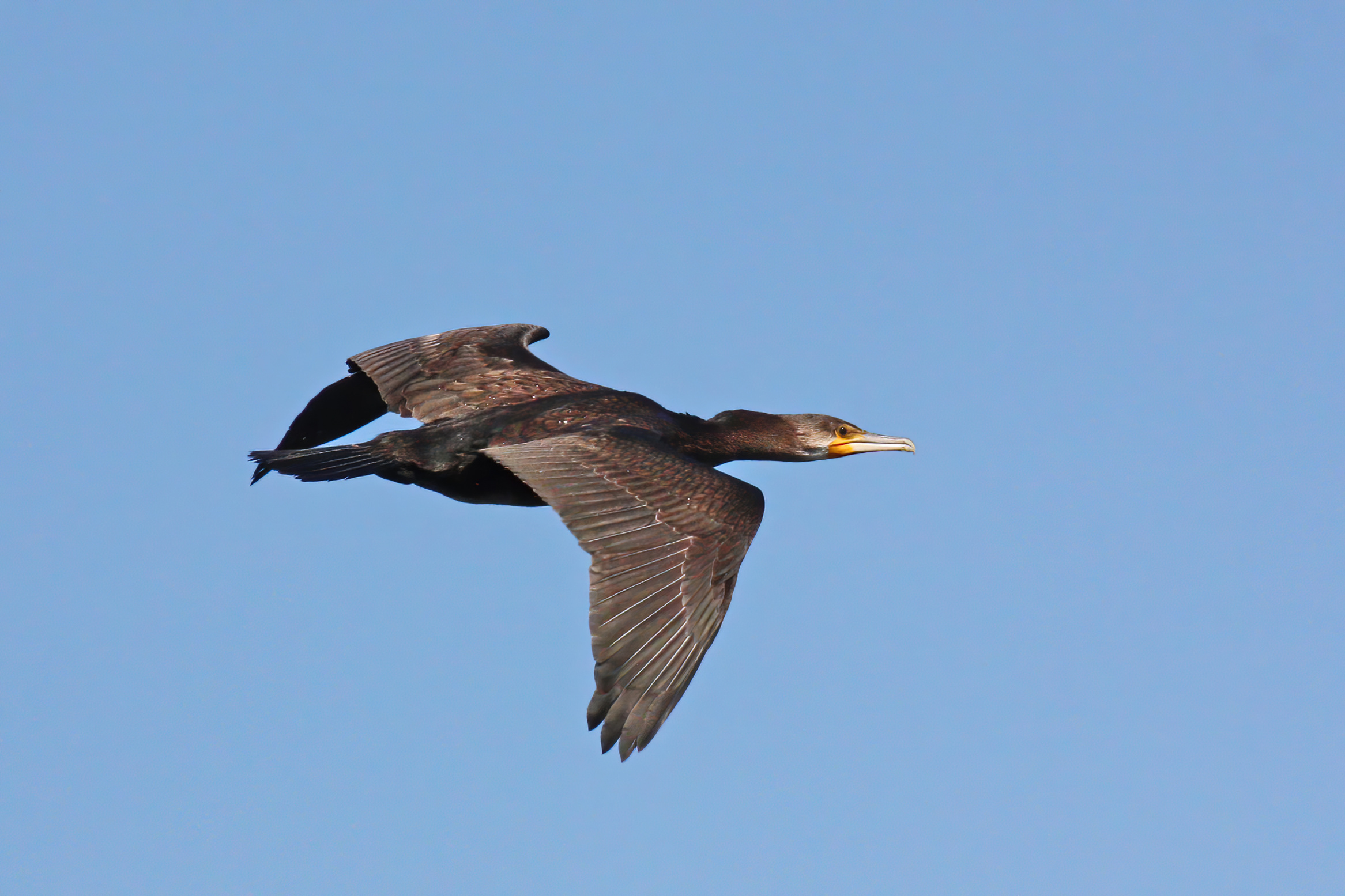
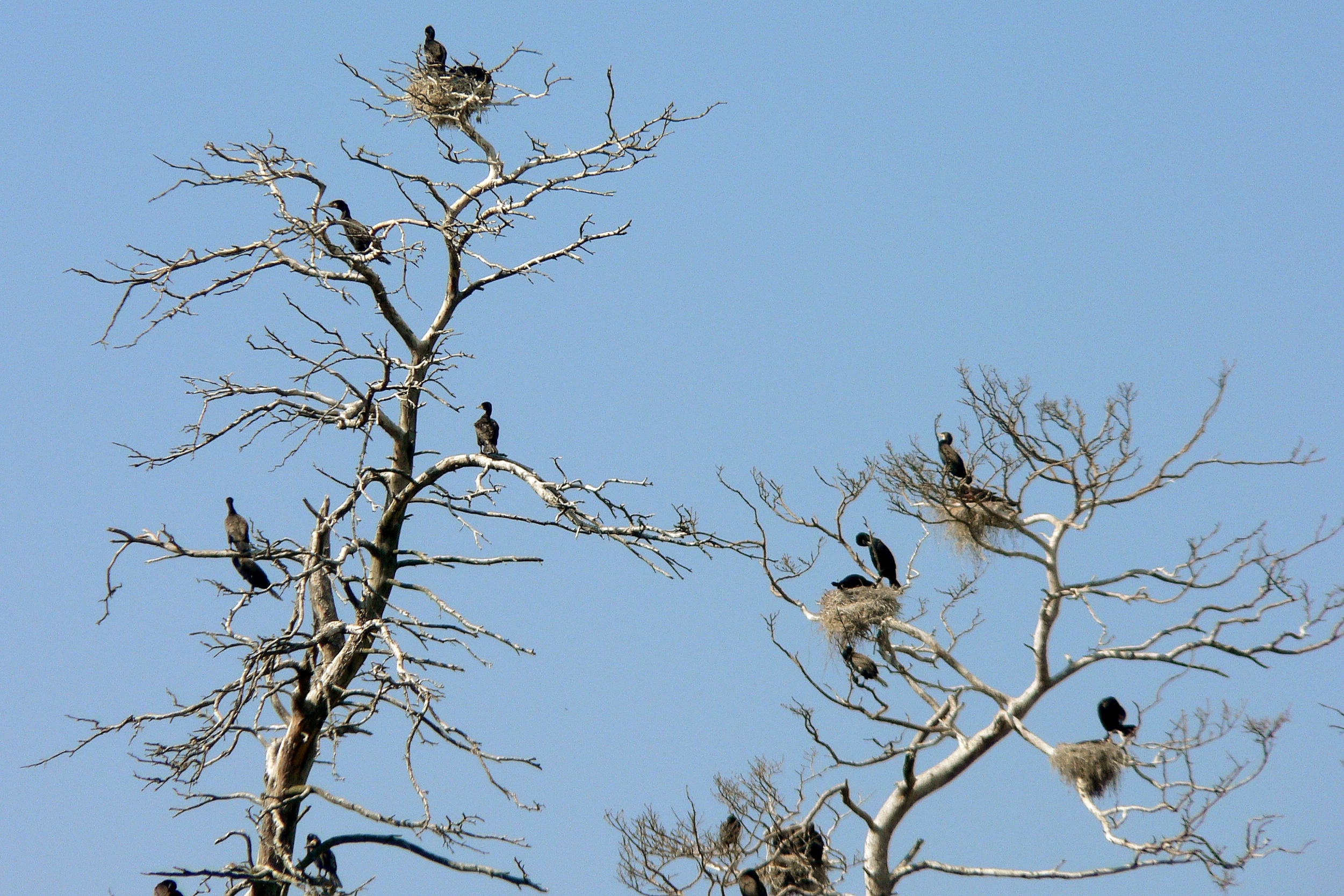
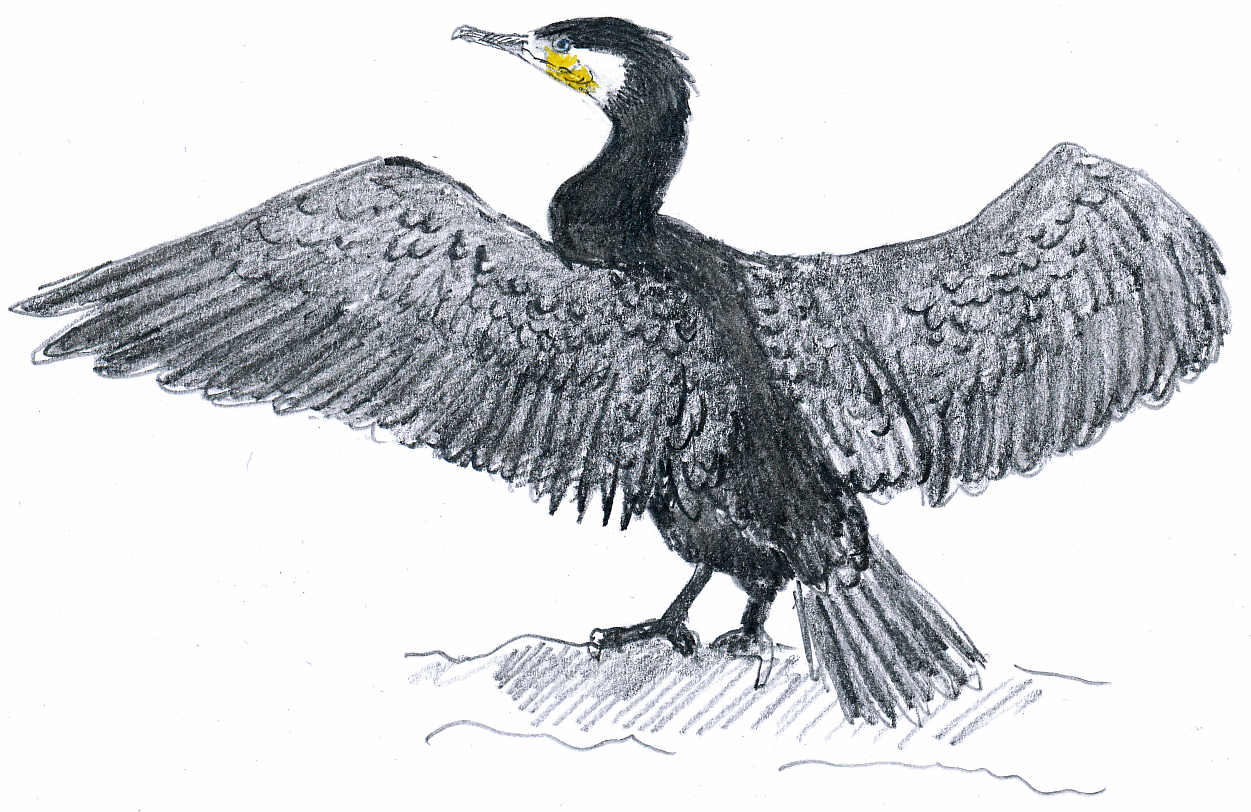
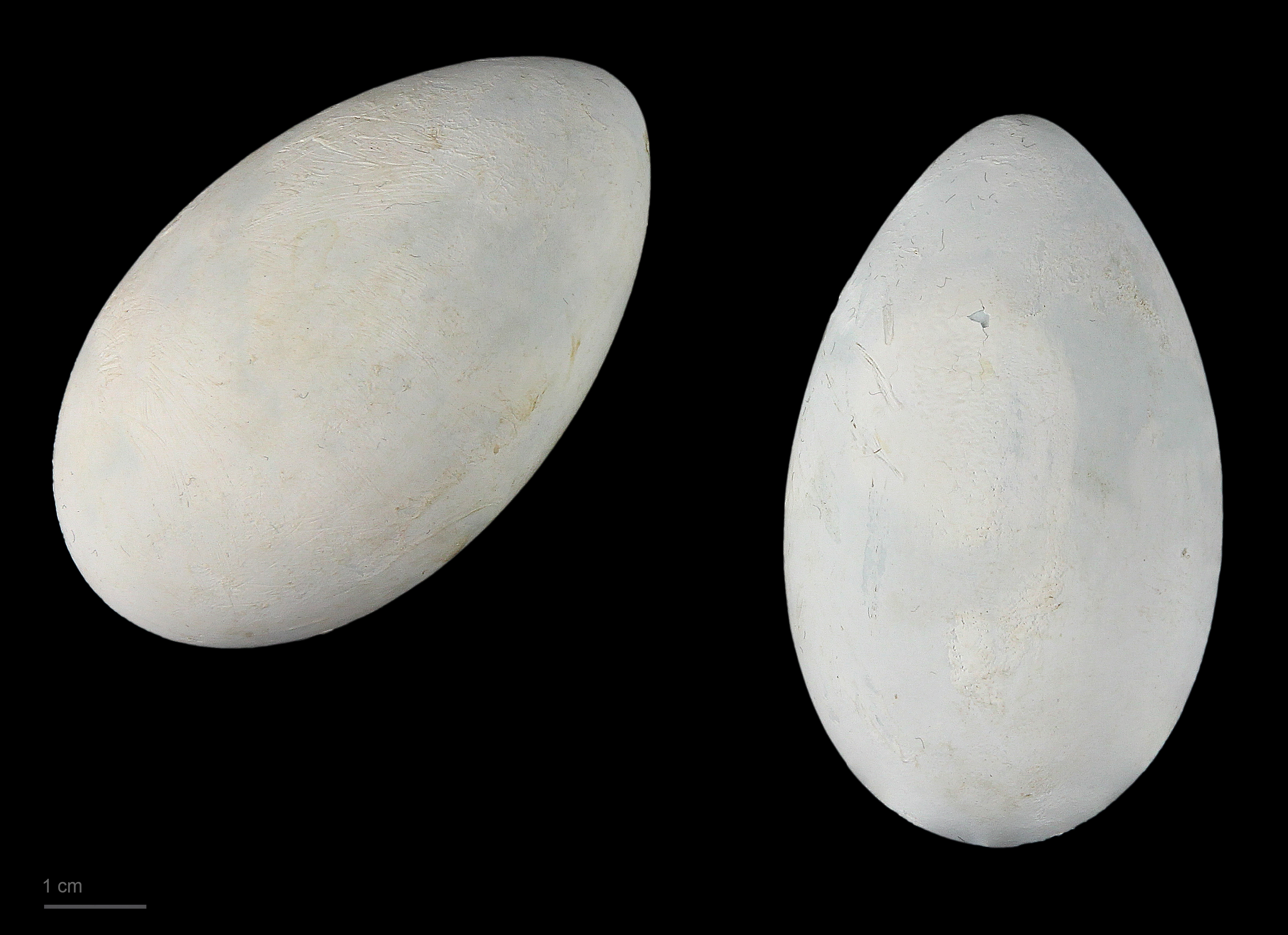
Museum specimen

## 동영상
- 네덜란드에서 쉬는 모습
- 날개를 펼치는 모습

## 가마우지의 식사시간
인천광역시 승기천 자연생태로
|                                 |                           |
| 잠수를 준비하는 가마우지의 헤엄 | 흰뺨검둥오리들과 가마우지 |

## 같이 보기
- 흰뺨검둥오리
- 쇠오리